# Intelligent Munitions System
XM1100 Scorpion, ранее известный как Intelligent Munitions System, был противотранспортным умным наземным боеприпасом, разработанным Textron Defense Systems в качестве более безопасной альтернативы традиционным противопехотным минам. Scorpion изначально был компонентом программы Future Combat Systems . Это была дистанционно управляемая интегрированная система смертоносных и нелетальных боеприпасов, наземных датчиков и коммуникационных технологий, которая могла автономно обнаруживать, отслеживать и уничтожать как легкие колесные, так и тяжелые гусеничные машины.

## Обзор
XM1100 Scorpion состоит из станции управления и дозирующего модуля, содержащего боеприпасы. Каждый раздаточный модуль может охватывать минимальную летальную зону диаметром 35 метров, которую можно расположить так, чтобы она перекрывала поля других раздаточных модулей, чтобы расширить общий диапазон наблюдения. Оператор, управляющий одной станцией управления XM1100 Scorpion, может контролировать работу соответствующего модуля выдачи на расстоянии до 3 километров. В отличие от традиционных противопехотных мин, активность боеприпасов XM1100 Scorpion может дистанционно включаться или выключаться оператором, позволяя при необходимости дружественным транспортным средствам проходить через опасную зону целыми и невредимыми. Однако после активации XM1100 Scorpion может выстрелить в воздух четырьмя противотранспортными интеллектуальными боеприпасами, выпустив управляемую боеголовку по цели. Система также подключена к сети армейского боевого управления, что позволяет военнослужащим следить за действиями противника и мирных жителей, а также предотвращать захоронение и забвение ненужных или неиспользованных боеприпасов.

## Разработка
Разработка XM1100 Scorpion началась в ответ на директиву США о противопехотных минах 2004 года, которая запрещала использование стойких наземных мин. В июле 2006 года Министерство обороны США (DoD) заключило с Textron Defense Systems контракт на 115 миллионов долларов на проектирование и разработку XM1100 Scorpion и аналогичной интеллектуальной противоминной системы XM-7 Spider в рамках программы Future Combat Systems (FCS).) программа приобретения. Однако сокращение финансирования армии и высокая стоимость разработки системы боеприпасов заставили Министерство обороны исключить проект из контракта FCS, и XM1100 Scorpion был создан в качестве отдельной программы в январе 2007 года под контролем армейского проекта. Менеджер по системам ближнего боя (PM-CCS).
Во время разработки XM1100 Scorpion прошел многочисленные тесты производительности и проверки конструкции. В 2009 году серия испытаний системы в Форт-Беннинге, штат Джорджия, оценила способность XM1100 Scorpion идентифицировать и поражать цели в городских условиях. Ученые из Управления анализа живучести и летальности (SLAD) Исследовательской лаборатории армии США (ARL) также провели серию демонстраций боевой стрельбы на ракетном полигоне Уайт-Сэндс в Нью-Мексико и определили, что XM1100 Scorpion достиг «мобильного поражения», демонстрируя его возможности по обнаружению и поражению дистанционно управляемых мобильных целей. В 2010 году успешное тестирование производительности на испытательном полигоне Юма в Аризоне показало, что XM1100 Scorpion подтвердил свою эксплуатационную надежность во всех операционных средах. Тем не менее, XM1100 Scorpion по-прежнему подвергался риску закрытия из-за отсутствия финансирования. Напротив, разработка XM-7 Spider беспрепятственно продолжалась благодаря контракту на 34 миллиона долларов, заключенному с Picatinny Arsenal в 2011 году К 2013 году XM1100 Scorpion был интегрирован в программу XM-7 Spider.